# Jesús Martínez Rivadeneira
Jesús Martínez Rivadeneira (nacido el 7 de diciembre de 1947 en Cangas de Foz, Lugo, Galicia, España) es un exfutbolista español nacionalizado argentino. Jugaba de defensor y su primer club fue Racing de Avellaneda.

## Carrera
Nacido en España y emigrado a la Argentina, Jesús Martínez comenzó su carrera en 1967 jugando para Racing de Avellaneda. Jugó para el equipo hasta 1968. En ese año regresó a su país natal para formar parte de las filas del Valencia CF, en donde se mantuvo por 10 años seguidos (1968-1978). En 1979 regresó a la Argentina, Formó parte del equipo de Kimberley de Mar del Plata en el torneo Nacional de 1979 que lograse una histórica victoria frente a River Plate por 2 a 1 a la postre campeón del torneo , (partido en el que fue expulsado en el min 77 por una falta muy fuerte al Beto Alonso) en el estadio Mundialista de Mar del Plata.Luego  formaría parte de las filas del Huracán. Se mantuvo jugando para el Globo hasta 1981. En ese año se pasó al Quilmes AC. Juega para ese equipo hasta 1983. En 1984 se pasó al Banfield, en donde se mantuvo hasta 1986, cuando inmediatamente fue cedido al Colón de Santa Fe. En 1987 se pasó al Almagro, club que lo vio seguir su carrera. Se mantuvo en ese equipo hasta 1989. En 1990 se fue al Defensores de Belgrano. Colgó las botas en 1992.

## Selección nacional
Fue internacional con la selección de fútbol de España en 2 ocasiones.

## Clubes
| Club                      | País      | Año       |
| ------------------------- | --------- | --------- |
| Racing Club de Avellaneda | Argentina | 1967-1968 |
| Valencia CF               | España    | 1968-1978 |
| CA Huracán                | Argentina | 1979-1980 |
| Quilmes AC                | Argentina | 1981-1983 |
| Banfield                  | Argentina | 1984-1986 |
| Colón de Santa Fe         | Argentina | 1986      |
| Almagro                   | Argentina | 1987-1989 |
| Defensores de Belgrano    | Argentina | 1990-1992 |

## Palmarés

### Campeonatos nacionales
| Título           | Club        | Sede   | Año     |
| ---------------- | ----------- | ------ | ------- |
| Primera División | Valencia CF | España | 1970-71 |